# Nyctemera paucipunctis
Nyctemera paucipunctis là một loài bướm đêm thuộc phân họ Arctiinae, họ Erebidae.